# Отокар II (Бохемия)
Пршемисъл Отакар II, Желязно-Златния Крал (на чешки: Přemysl Otakar II.; на немски: Ottokar II. Přemysl, Přemysl Ottokar II., Ottokar II. von Böhmen) е крал на Бохемия от 1253 до смъртта си през 1278 г.

## Произход и управление
Син е на крал Вацлав I от династията на Пршемисловците, а чрез майка си Кунигунда фон Хоенщауфен е свързан с фамилията Хоенщауфен като внук на крал Филип Швабски. Наречен е на дядо си крал Отокар I.
На 27 март 1247 г. баща му го прави маркграф на Моравия. През 1251 е избран за херцог на Австрия. След продължителни спорове с унгарския крал Бела IV, през 1260 получава Херцогство Щирия. През 1269 наследява херцогство Каринтия и Карниола.
През следващите години влиза в конфликт с Хабсбургите. През 1276 година започва война между Рудолф и Отокар, в която последният претърпява поражение и в края на 1276 година е принуден да се откаже от Австрия, Щирия, Каринтия и Крайна, които отиват под контрол на краля на Германия. Рудолф I триумфално влиза във Виена. Въпреки това през следващата година Отокар II отново тръгва против краля, но на 26 август 1278 годна в битката на Моравско поле чешката армия е разбита от Рудолф I, а самият Отокар II загива.
- Бохемската корона на Отокар II
- Отокар II Пршемисъл
- саркофаг в катедралата „Свети Вит“

## Фамилия
Първи брак: на 11 февруари 1252 г. с Маргарет фон Бабенберг (1205 – 1267), дъщеря на австрийския херцог Леополд VI фон Бабенберг и на византийската принцеса Теодора Ангелина, която е внучка на византийския император Алексий III Ангел. Тя е вдовица на германския крал Хайнрих II Хоенщауфен († 1242). Бракът е бездетен и те се развеждат през 1261 г.
Втори брак: на 25 октомври 1261 г. в Братислава с Кунигунда Ростиславна (1246 – 1285), дъщеря на руския черниговски княз Ростислав Михайлович и унгарската принцеса Анна, дъщеря на унгарския крал Бела IV. Двамата имат децата:
- Хайнрих (* 1262, † 1263)
- Кунигунда Пршемисловна (* 1265, † 27 ноември 1321), ∞ херцог Болеслав от Мазовия, след развод 1302 г. абатеса на Св. Георг в Прага
- Агнеса (1269 – 1296), ∞ Рудолф II (1271 – 1290), херцог на Австрия (брат на Албрехт I)
- Вацлав II (1271 – 1305), крал на Бохемия

Извънбрачни деца с придворната дама Анна (?Маргарете, ?Агнес) фон Кюнринг:
- Николаус I, ∞ 1283 Аделхайд фон Хабсбург
- Йохан (Ješek), пробст на Вишеград до 1296
- Агнес, ∞ Бавор III, владетел на Страконице
- дъщеря, ∞ Маркварт от Търнава
- дъщеря, ∞ 1276 за Вок, владетел на Бенешов и Кравар
- Елизабет, ∞ Викард, владетел на Полна, бургграф на Брюн
- дъщеря, ∞ 1277 за владетел на Вайтра